# Veinticinco
El veinticinco (25) es el número natural que sigue al 24 y precede al 26.

## Matemáticas

Veinticinco.

- El 25 es un número compuesto, que tiene los siguientes factores propios: 1 y 5. Como la suma de sus factores es 6 < 25, se trata de un número defectivo.
- Es el cuadrado de 5.[1]
- Es el cuadrado más pequeño que también es una suma de dos cuadrados (distintos de cero): 25 = 3 2 + 4 2 .
- 252 = 625.
- 25 es la suma de los números naturales impares de un solo dígito 1, 3, 5, 7 y 9, los primeros cinco números naturales impares.
- Un número semiprimo.
- 1.º número de Friedman en base 10 ya que 25 = 5²
- 8.º número de la suerte.
- Es un número de Cullen.
- Es un número de Proth.
- Hay 25 números primos menores de 100.
- 25 por ciento (%) es igual a 1/4.

## Ciencia
- Número atómico del manganeso (Mn).
- Objeto de Messier M25 es un cúmulo abierto en la constelación de Sagitario.
- Objeto del Nuevo Catálogo General NGC 25 es una galaxia lenticular localizada en la constelación de Fénix.
- El porcentaje promedio de ADN que comparte un individuo con su medio hermano, abuelo, nieto, tía, tío, sobrina, sobrino.
- Es parte de uno de los nombres de la sustancia LSD (LSD-25).